# Palazzo in Salita Stella n.21
Il Palazzo in Salita Stella 21 è un edificio di valore storico e architettonico di Napoli, ubicato nell'omonima strada nel quartiere Stella.
Il palazzo venne probabilmente eretto nella prima metà del XVII secolo. Non ci sono notizie storiche su di esso, nello specifico riguardo alle famiglie che lo hanno posseduto o ai restauri che ha avuto nel tempo. La facciata di cinque piani è sobria e presenta come unico elemento distintivo un'edicola votiva dall'archetto a tutto sesto entro la quale è dipinta una Madonna con il Bambino. Oltrepassato il portale in piperno dall'arco a tutto sesto, si giunge prima all'androne voltato a botte e poi al cortile di pianta rettangolare, dove si innalza uno degli scaloni aperti settecenteschi più sconosciuti e allo stesso tempo suggestivi dell'intera città. Esso occupa tutta la parete di fondo del cortile medesimo ed è formato a ogni livello da un'arcata ribassata centrale dai bordi leggermente mossi affiancata da due archetti laterali a tutto sesto.
Il palazzo è adibito ad abitazioni private in ottime condizioni di conservazione.